# 임차인
임차인이란 임대차 계약에서 돈을 내고 특정한 것을 빌려쓰는 사람을 말한다.
여기서 임대차 계약은 임대인 자신이 소유한 물건이나 권리 등 목적물을 임차인에게 사용·수익하게 하고, 임차인은 그에 대한 대가로 차임을 지급할 것을 약정하는 계약을 가리킨다. 이 임대차는 ‘상가 건물 임대차 보호법’에 따른 임대차와 ‘민법’에 따른 임대차로 나뉜다.
‘상가 건물 임대차 보호법’에 따른 임대차는 사업자 등록의 대상이 되는 상가 건물(주된 부분을 영업용으로 사용하는 경우 포함) 중 보증 금액이 일정 금액 이하인 상가 건물이 대상이 된다. ‘민법’에 따른 임대차는 당사자 일방이 상대방에게 목적물을 사용·수익하게 할 것을 약정하고 상대방이 이에 대하여 차임을 지급할 것을 약정함으로써 성립하는 계약이다. 특히 보증 금액이 일정 금액을 초과하는 상가 건물 임대차에 대해서는 ‘상가 건물 임대차보호법’이 아닌 '민법'이 적용된다.
임차인은 ▷사용·수익권, 임대차등기협력청구권, 차임감액청구권, 부속물매수청구권, 필요비상환청구권, 유익비상환청구권 등의 권리 등을 가지며 ▷차임 지급 의무, 목적물의 사용·수익에 따른 의무, 목적물의 반환 의무 및 원상회복의무 등을 지닌다.
임차인의 권리 및 의무
임차인의 권리
사용,수익권
임대차는 당사자 일방이 상대방에게 목적물을 사용·수익하게 할 것을 약정하고 상대방이 이에 대하여 차임을 지급할 것을 약정함으로써 그 효력이 생긴다.
임대차등기협력청구권
임차인은 당사자 간에 반대 약정이 없으면 임대인에게 그 임대차 등기 절차에 협력할 것을 청구할 수 있다.
차임감액청구권
임차물의 일부가 임차인의 과실 없이 멸실 기타 사유로 인하여 사용·수익할 수 없는 때에는 임차인은 그 부분의 비율에 의한 차임의 감액을 청구할 수 있다. 이 경우 그 잔존 부분으로 임차의 목적을 달성할 수 없는 때에는 임차인은 계약을 해지할 수 있다.
부속물매수청구권
건물 기타 공작물의 임차인이 그 사용의 편익을 위하여 임대인의 동의를 얻어 이에 부속한 물건이 있는 때에는 임대차 종료 시에 임대인에게 그 부속물의 매수를 청구할 수 있으며, 임대인으로부터 매수한 부속물에 대해서도 그 매수를 청구할 수 있다.
필요비상환청구권
임차인이 임차물의 보존에 관한 필요비를 지출한 때에는 임대인에 대하여 그 상환을 청구할 수 있다. 필요비는 임대차 계약의 목적에 따라 목적물을 사용·수익하는데 적당한 상태를 보존, 유지하기 위해 필요한 모든 비용으로, 임대인의 동의 없이 지출한 비용도 포함된다.
유익비상환청구권
임차인이 유익비를 지출한 경우에는 임대인은 임대차 종료시에 그 가액의 증가가 현존한 때에 한하여 임차인이 지출한 금액이나 그 증가액을 상환하여야 한다. 유익비란 임차인이 임차물의 객관적 가치를 증가시키기 위해 투입한 비용을 말한다.
임차인의 의무
차임 지급 의무
임차인은 목적물에 대한 사용·수익의 대가로 임대인에게 차임을 지급해야 한다.
목적물의 사용,수입에 관한 의무
임차인은 계약 또는 그 목적물의 성질에 의하여 정하여진 용법으로 이를 사용, 수익하여야 한다.
목적물의 반환의무 및 원상회복의무
임차인은 임대차 계약이 종료되면 목적물을 반환해야 하며, 이 경우 목적물을 원래의 상태로 회복시켜 반환해야 한다.